# Vicente Martítegui Pérez de Santamaría
Vicente Martítegui Pérez de Santamaría   (Bordeus, 14 de febrer de 1843 - Madrid, 21 de gener de 1912) va ser un militar i polític espanyol.

## Biografia
En 1859 ascendí a cadet, en 1862 a tinent i en 1868 a capità. Fou destinat a Cuba, on destacà als combats de Palo Seco i Pilón. El 1874 ascendí a comandant i en 1875 tornà a la Península, on va combatre a la Tercera Guerra Carlina i destacà al canoneig d'Hernani i a la muntanya Gárate, cosa que li va valdre l'ascens a coronel. En 1883 ascendiria a general de brigada, en 1893 a general de divisió i el 1902 a tinent general.
Va ocupar des de 1886 diversos càrrecs en la Reial Casa, primer com a Cap de la Casa Militar de la Reina regent Maria Cristina d'Habsburg-Lorena i després com a Comandant General del Reial Cos d'Alabarders. Entre juliol i desembre de 1903 se li va confiar la cartera de Guerra, que va ocupar de nou entre gener i juny de 1905. Després va ser Capità General de Catalunya entre 1905 i 1906, de Canàries entre 1909 i 1910 i Director de la Guàrdia Civil el 1903-1905 i de 1910 fins a la seva mort d'una llarga malaltia.